# Кастеленго (Бијела)
Кастеленго је насеље у Италији у округу Бијела, региону Пијемонт.
Према процени из 2011. у насељу је живело 81 становника. Насеље се налази на надморској висини од 234 м.